# Kamptjärnsbrännan
Kamptjärnsbrännan är ett naturreservat i Hällefors kommun i Örebro län.
Området är naturskyddat sedan 2002 och är 128 hektar stort. Reservatet består av myrar, sjöar och skog som brann i slutet av 1800-talet och som gav upphov till nutidens många gamla lövträd.